# El Pelele
El Pelele (deutsch: Die Strohpuppe) ist der Titel eines Gemäldes von Francisco de Goya, entstanden 1791/1792, auf dem ein Gesellschaftsspiel dargestellt ist, bei dem eine Puppe in die Luft geschleudert wird. Das Werk gehörte zu einer Serie von Entwürfen des Malers für Tapisserien im Auftrag Karls IV. von Spanien. Es wurde Anfang des 20. Jahrhunderts vertont und in einer Oper in Szene gesetzt.

## Hintergrund
Ab 1775 lieferte Francisco de Goya Entwürfe für die königliche Teppichmanufaktur Santa Bárbara in Madrid. Nach seiner Ernennung zum Akademieprofessor trat er 1786 als Hofmaler in die Dienste des spanischen Königs Karls III. und ab 1788 in die des Nachfolgers Karls IV. von Spanien. Goya fertigte zwischen 1775 und 1780 sowie von 1786 bis 1792 für den Escorial insgesamt 62 Entwürfe für Wandteppiche in sieben Serien mit jeweils unterschiedlichen Themen an, wie zum Beispiel Jagd, Geselligkeit und Arbeit. Die in Öl auf Leinwand ausgeführten sogenannten Kartons waren die Vorlagen für die Teppichweber; sie gehören heute zum Bestand des Museo del Prado in Madrid.

## Das Gemälde

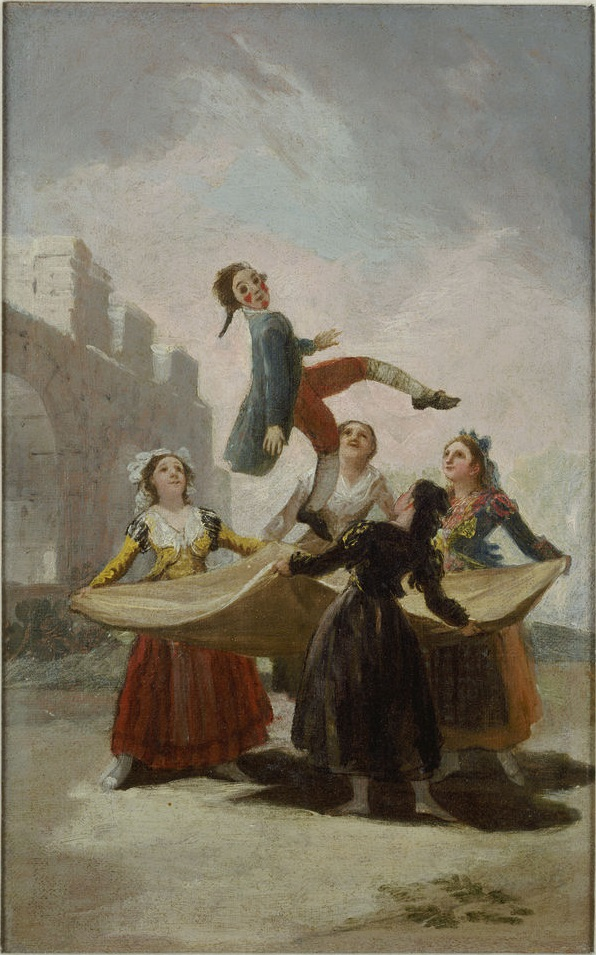
Goya: Vorentwurf zu El Pelele, 1791

Der Karton mit dem Titel El Pelele gehörte zu der letzten, der siebenten Entwurfsserie Goyas, in der mit Frauen und Kindern das Verhältnis der Geschlechter in einer Form ironisiert wird, die auf Goyas spätere Aquatinta-Druckserie der Caprichos (1796/1797) vorausweist.
Das Gemälde zeigt vier junge Frauen höheren Standes vor einem parkartigen Hintergrund, in dem in der Ferne der Turm eines Schlosses oder großen Landhauses zu erkennen ist. Die Frauen halten ein Tuch über seine vier Ecken gestrafft, mit dem sie eine mit einem Herrenkostüm ausstaffierte und maskierte Puppe in die Luft schleudern. Ihre auf unterschiedliche Weise amüsierten Mienen unterstreichen die Demonstration, dass sie mit den Männern nach Belieben verfahren können. Im Spanischen hat das Wort pelele verschiedene Bedeutungen, neben einer „Strohpuppe“ bezeichnet es den seit dem 16. Jahrhundert bekannten „Hampelmann “ und in der übertragenen Bedeutung einen „Trottel“, sowie in der Moderne auch das „Strampelhöschen“.
In zwei früheren Entwürfen zu dem Karton hatte der Künstler der Puppe eine erhobene Kopfhaltung und eine stärker aufgerichtete Position gegeben, so als freue sie sich über das Spiel und den Flug in die Luft. Der herabhängende Kopf in der endgültigen Fassung und die in sich verkrümmte Haltung verleihen der Figur den Ausdruck von Traurigkeit und verfestigen das implizite Motiv des Gewalttätigen im Umgang der Frauen mit den Männern.

## Die Strohpuppe

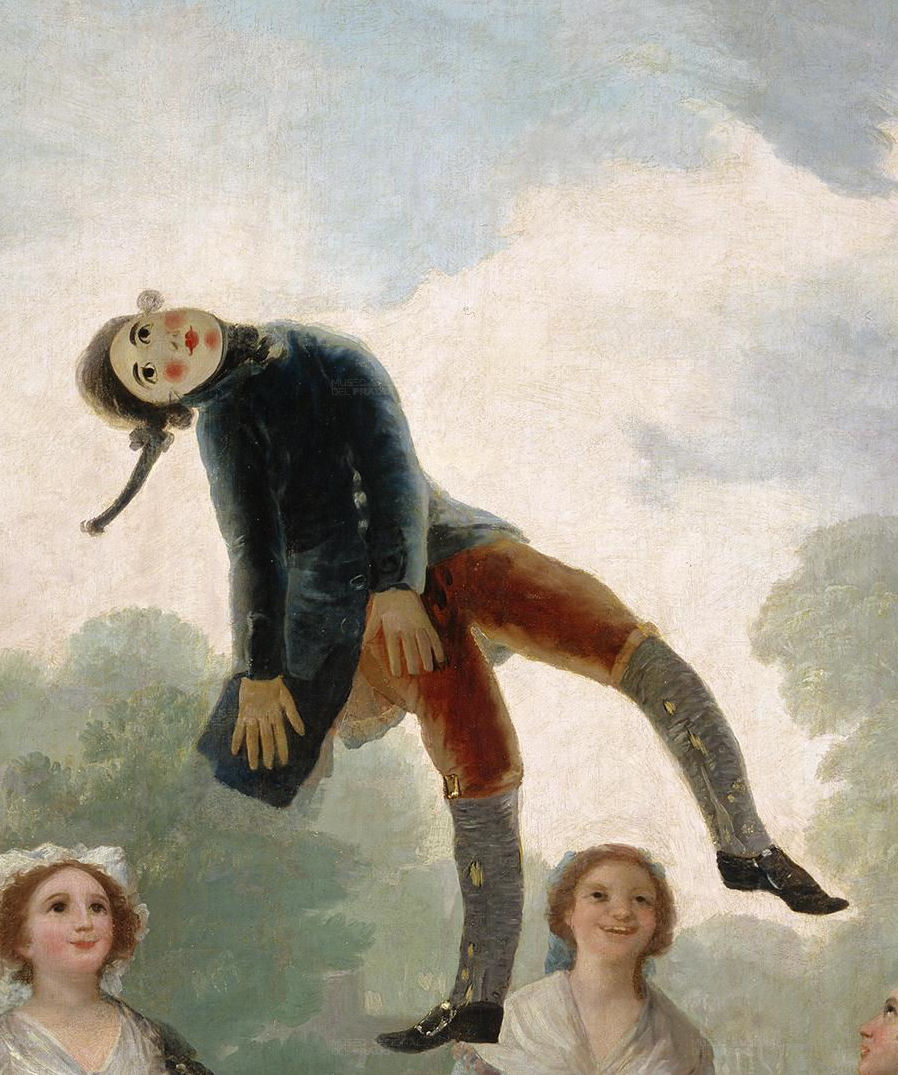
Goya: El Pelele, Detail

Pelele war der spanische Begriff für ein traditionelles Kinder- und Gesellschaftsspiel, bei dem eine Puppe, gefertigt aus mit Stroh ausgestopfter Kleidung, mit Hilfe eines Tuchs in die Luft geschleudert wurde. Diese Puppe stellte in der Regel eine ungeliebte Person dar, deren Luftflüge von Spottliedern begleitet wurden.
Strohpuppen kamen zudem traditionell im spanischen Karneval zum Einsatz. So wurde beim Begräbnis der Sardine, einem Volksfest, das den Beginn der Fastenzeit einläutete, neben anderen Requisiten auch eine riesige Strohpuppe mitgeführt, an der eine kleine Sardine baumelte. Die spanische Inquisition pflegte überdies verurteilte Delinquenten, die sich durch Flucht der Urteilsvollstreckung entzogen hatten, in effigie in Form einer Strohpuppe auf einem Scheiterhaufen zu verbrennen.

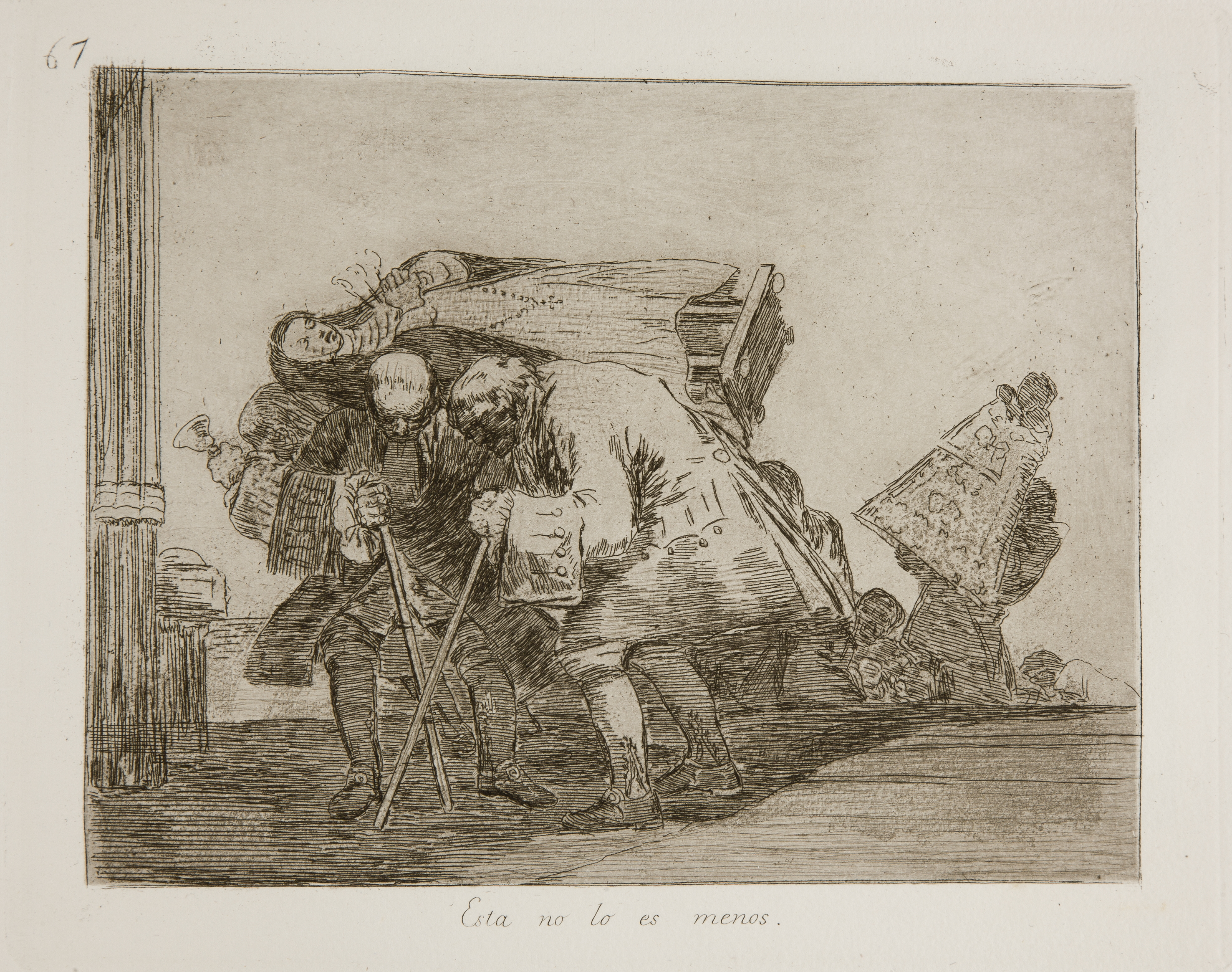
Goya: Desastres (67), 1810/14

Francisco de Goya griff das Motiv der Puppe in seiner Radierserie Desastres de la Guerra (Schrecken des Krieges, 1810–1814) erneut auf. Blatt Nummer 67 zeigt drei Männer, die auf ihren Rücken die Figur einer Ordensfrau, bestehend aus einem Gestell mit papierner und ausgestopfter Staffage, in Richtung einer angedeuteten Schloss- oder Kirchenarchitektur tragen. Im Hintergrund wird eine ähnlich wirkende Figur, eine Glocke, herbeigeschleppt; das nur schemenhaft erkennbare Publikum wendet sich interesselos ab. Der Titel, Esta no lo es menos (Die ist es nicht weniger) verweist auf das in der Serie vorausgehende Blatt 66, das Estraña devocion (Seltsame Frömmigkeit) betitelt ist und einen Esel zeigt, der auf seinem Rücken einen gläsernen Sarg, in dem ein mumifizierter Leichnam liegt, durch eine am Boden kauernde Gruppe von einfach gewandeten Personen trägt. Goya zitierte mit dem Motiv eine auf La Fontaine zurückgehende Fabel des spanischen Dichters Félix María Samaniego (1745–1801), in der ein eingebildeter, Heiligenbilder tragender Esel für eine törichte Obrigkeit steht. Goya legte in den beiden Blättern weniger Augenmerk auf die kriegsbedingte Gefährdung und Zerstörung von Bildwerken und Reliquien als vielmehr auf die mit diesen verbundenen restaurativen Tendenzen. So stellte er in Blatt 67 der Desastres die drei Männer in der bereits altmodischen Kleidung des 18. Jahrhunderts dar, die sie zudem als Angehörige der höheren Stände und des Klerus ausweist. Die Mühewaltung, antiquierte Bilder zu erhalten, erweist sich als Streben nach der Bewahrung einer leeren Form.

## Rezeption
Der spanische Komponist Enrique Granados (1867–1916) ließ sich 1911 für seinen Klavierzyklus mit dem Titel Goyescas von den Gemälden Francisco de Goyas, die das spanische Volksleben zeigen, inspirieren. Den Zyklus widmete er seiner Frau. Im Auftrag der Pariser Oper arbeitete Granados ihn zu einer Oper aus, in der er auch Goyas La Pelele für eine dem Gemälde nachempfundene Szene vertonte. Nach Ausbruch des Ersten Weltkriegs 1914 zog Paris den Auftrag zurück, die Oper Goyescas wurde daraufhin in der Metropolitan Opera in New York aufgeführt. Bei der Rückreise nach Europa 1916 kamen der Komponist und seine Frau auf dem Passagierschiff Sussex nach einem deutschen U-Boot-Angriff im Ärmelkanal ums Leben.

## Sonstiges
Am 24. März 1958 gab die spanische Post zum Tag der Briefmarke 1958 eine Sonderausgabe mit Gemälden Goyas heraus, in der auch eine Briefmarke mit dem Motiv Die Strohpuppe enthalten war.